# Georg von Brackel

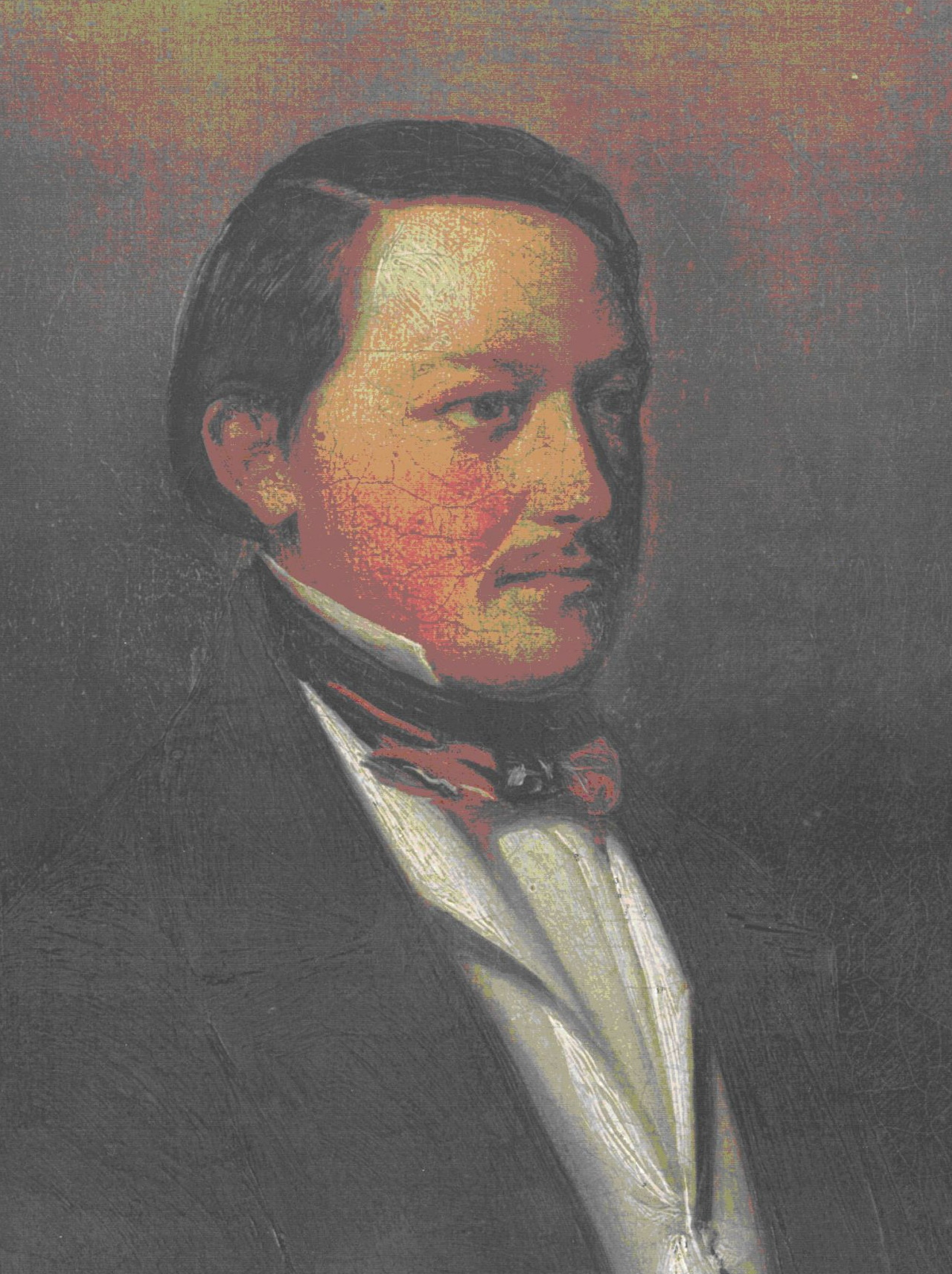
Georg Hugo Clemens von Brackel zu Welda (um 1880)

Georg Hugo Clemens Freiherr von Brackel (* 3. August 1828 in Welda; † 29. März 1883 ebenda) war Rittergutsbesitzer und Abgeordneter.
Georg von Brackel, der katholischer Konfession war, war der Sohn des Rittergutsbesitzers Franz Ferdinand von Brackel und dessen Ehefrau Charlotte von Asbeck (1806–1884). Er erbte von seinem Vater das Rittergut Schloss Welda bei Warburg, welches er bewirtschaftete. 1861 bis 1864 nahm er erstmals am Provinziallandtag der Provinz Westfalen teil. Er war als stellvertretendes Mitglied im Wahlbezirk Paderborn gewählt worden. Auch 1868, 1871, 1877, 1880 und 1882 war er für den Wahlbezirk Paderborn Abgeordneter im Provinziallandtag.
Am 21. November 1865 heiratete er in Köln Alexandrine Freiin von Erde (1829–1895), mit der er einen Sohn hatte:
- Georg (* 1869) ⚭ 1895 Leopoldine Gräfin von Hahn (* 1876)